# セバシン酸ジオクチル
セバシン酸ジオクチル (dioctyl sebacate) は、エステルの一種。セバシン酸と2個の2-エチルヘキサノールが脱水縮合したジエステルである。無色透明の油状液体で、水に不溶。柔らかな芳香を有する。可塑剤として樹脂などに添加される。
消防法に定める第4類危険物 第4石油類に該当する。